# Blyth, Northumberland
Blyth är en stad och civil parish i grevskapet och kommunen Northumberland i nordöstra England. Staden ligger vid floden Blyths mynning, cirka 18 kilometer nordost om Newcastle upon Tyne. Tätorten (built-up area) hade 37 339 invånare vid folkräkningen år 2011.
Staden har tidigare varit känd som exporthamn för kol och importhamn för timmer, samt för sina skeppsvarv.